# Starčevićanac: pučki list Starčevićeve stranke prava
Starčevićanac je bio "pučki list" Starčevićeve stranke prava. 
Izlazio je u Zagrebu kao tjednik, a u impresumu se deklarirao kao "list za hrvatsko seljaštvo".
Urednik je bio Ivan Peršić.
Prvi broj je izašao 20. svibnja 1908., a zadnji broj je izašao koncem prosinca 1910.